# مورتن لوند (رائد أعمال)
مورتن لوند (بالدنماركية: Morten Lund)‏ هو رائد أعمال دنماركي، ولد في 3 أبريل 1972 في روسكيلدا في الدنمارك.